# Felipe de Oliveira Silva
Felipe de Oliveira Silva, noto semplicemente come Felipe (Piracicaba, 28 maggio 1990), è un ex calciatore brasiliano, di ruolo centrocampista o attaccante.

## Carriera
Dopo un anno nel vivaio del Rio Branco-SP, entra a far parte delle giovanili del Palmeiras nel 2008. L'anno seguente compie il suo debutto da professionista, prima di essere girato in prestito a vari club minori quali il Rio Branco, il Bahia, l'Olaria, il Guarani e il Mogi Mirim. Acquisita una certa esperienza, passa all'Athl. Paranaense nel 2012 ma nel corso delle due stagioni successive è poco utilizzato. Tra il 2014 e il 2015 è mandato in prestito al Figueirense e al Ponte Preta.
Nel 2016 si trasferisce in prestito al Ceará, con cui gioca titolare collezionando 40 presenze e 5 reti, prima di far ritorno al Paranaense.
Svincolatosi dal Paranaense, nel febbraio 2017 sigla un contratto con i giapponesi del Sanfrecce Hiroshima.